# Ett brottsstycke
Ett brottsstycke är en svensk kortfilm från 1987 i regi av Marcelo V. Racana. Filmen var Racanas regidebut och i rollerna ses Gösta Engström, Anna Carlson och Carl Kjellgren.

## Handling
Ett par har slagit sig ned på den svenska landsbygden för att driva en restaurang. En vårvinterdag kommer en man på motorcykel förbi och han blir ett hot mot parets samvaro.

## Medverkande
- Gösta Engström
- Anna Carlson
- Carl Kjellgren

## Om filmen
Manus skrevs av Racana och Kerstin Klein. Fotograf var Håkan Holmberg och klippare Lotta Mothander.